# 415W
415W – czteroosiowy wagon towarowy węglarka serii Eanos służący do przewozu materiałów sypkich, produkowany przez  Zastal-Wagony w Zielonej Górze w latach 1989-1998. Według tego samego standardu budowano wagony typu 422W w Świdnicy i 423W w Gniewczynie.

## Historia
Wagony typu 415W należały do serii nowych węglarek o nacisku na oś zwiększonym do 22,5 t, nad którymi prace podjęto w Polsce w połowie lat 80. XX w, w miejsce wagonów o nacisku 20 ton. Wprowadzenie takich wagonów umożliwiła modernizacja głównych linii kolejowych w Polsce. Dokumentacja została opracowana przez OBRPS w Poznaniu w 1986 roku, w dwóch odmianach: 415W bez pomostu hamulcowego i 417W z pomostem hamulcowym. Produkcję zlecono zakładom Zastal, które wykonały w 1989 roku trzy prototypowe egzemplarze. Były to pierwsze wagony o nacisku na oś 22,5 t w Polsce.
Po badaniach prototypów i wprowadzeniu zmian, Zastal-Wagony dopiero w latach 1994-1998 zbudował dla PKP serię 1270 sztuk wagonów 415W. Produkcja ich była stosunkowo niewielka z uwagi na regres w transporcie kolejowym w latach 90., natomiast produkcji typu 417W w ogóle nie uruchomiono.
Według tego samego standardu zbudowano w latach 90. wagony typów 422W w Świdnicy i 423W w Gniewczynie oraz wersje z odchylanymi ścianami czołowymi 421W (Zastal) i 424W (Gniewczyna i Ostrów), lecz powstało ich łącznie jedynie kilkaset sztuk.

## Konstrukcja
Pudło i ostoja wagonu są konstrukcji spawanej, całkowicie metalowej, z blach i profili stalowych. Podłoga o grubości 6 mm. Poszycie ścian w dolnej części do wysokości 295 mm zostało wzmocnione – wykonane z blach grubości 6 mm, w górnej – 4 mm. Burty posiadają dwie pary dwuskrzydłowych drzwi o szerokości 1800 mm i wysokości 1800 mm. Wagony posiadają wózki dwuosiowe standardu Y25Ls2d (typu 3TNa). Wyposażone są w hamulec pneumatyczny systemu Oerlikona z zaworem rozrządczym ESt3f/HBG-300, umożliwiający regulację siły hamowania w zależności od obciążenia. Hamulec ręczny uruchamiany pokrętłem. Konstrukcja jest dostosowana do eksploatacji przy prędkości 100 km/h lub przy prędkości 120 km/h w stanie próżnym.